# Bisbat de Querétaro
El bisbat de Querétaro - Diócesis de Querétaro (castellà), Dioecesis Queretarensis (llatí) - és una seu de l'Església catòlica a Mèxic, sufragània de l'arquebisbat de León, i que pertany a la regió eclesiàstica Bajío. Al 2014 tenia 2.140.826 batejats sobre una població de 2.279.899 habitants. Des del 2011 està regida pel bisbe Fidencio López Plaza.

## Territori
La diòcesi comprèn tot l'estat mexicà de Querétaro i set municipis de l'estat de Guanajuato: Atarjea, Doctor Mora, San José Iturbide, Santa Catalina, Tierra Blanca, Victoria i Xichú.
La seu episcopal és la ciutat de Santiago de Querétaro, on es troba la catedral de San Felipe Neri.
El territori s'estén sobre 15.326 km², i està dividit en 113 parròquies.

## Història
La diòcesi va ser erigida el 26 de gener de 1863 mitjançant la butlla Deo optimo maximo del Papa Pius IX, prenent el territori de l'arquebisbat de Mèxic i de la diòcesi de Michoacán (avui arquebisbat de Morelia). D'aquesta darrera, contextualment elevada al rang d'arxidiòcesi metropolitana, la diòcesi de Querétaro n'era sufragània.
L'1 de març de 1921, amb el decret Erecta per Apostolicas de la Congregació Consistorial la catedral va ser traslladada de l'església de Sant Jaume Apòstol, que no podia acollir els fidels, a la de Sant Felip Neri.
El 5 de novembre de 1988 esdevingué sufragània de l'arquebisbat de San Luis Potosí, restant així fins al 25 de novembre de 2006, quan passà a formar part de la província eclesiàstica de l'arquebisbat de León.

## Episcopologi
- Bernardo Gárate y López de Arizmendi † (19 de març de 1863 - 31 de juliol de 1866 mort)
- Ramón Camacho y García † (22 de juny de 1868 - 30 de juliol de 1884 mort)
- Rafael Sabás Camacho y García † (27 de març de 1885 - 11 de maig de 1908 mort)
- Manuel Rivera y Muñoz † (11 de maig de 1908 - 2 de maig de 1914 mort)
- Francisco Banegas y Galván † (28 de febrer de 1919 - 14 de novembre de 1932 mort)
- Marciano Tinajero y Estrada † (2 de juliol de 1933 - 27 d'octubre de 1957 mort)
- Alfonso Tóriz Cobián † (20 de març de 1958 - 25 d'octubre de 1988 jubilat)
- Mario de Gasperín Gasperín (4 d'abril de 1989 - 20 d'abril de 2011 jubilat)
- Faustino Armendáriz Jiménez, des del 20 d'abril de 2011

## Demografia
A finals del 2014 la diòcesi tenia 2.140.826 batejats sobre una població de 2.279.899 persones, equivalent al 93,9% del total.
| any  | població  | població  | població | sacerdots | sacerdots       | sacerdots       | sacerdots             | diaques | religiosos | religiosos | parròquies |
| ---- | --------- | --------- | -------- | --------- | --------------- | --------------- | --------------------- | ------- | ---------- | ---------- | ---------- |
| any  | batejats  | total     | %        | total     | clergat secular | clergat regular | batejats por sacerdot | diaques | homes      | dones      |            |
| 1950 | 280.600   | 281.000   | 99,9     | 97        | 87              | 10              | 2.892                 |         | 60         | 220        | 35         |
| 1965 | 422.083   | 422.612   | 99,9     | 162       | 124             | 38              | 2.605                 |         | 135        | 399        | 53         |
| 1970 | 521.795   | 523.900   | 99,6     | 172       | 133             | 39              | 3.033                 |         | 75         | 443        | 66         |
| 1976 | 566.000   | 595.000   | 95,1     | 200       | 136             | 64              | 2.830                 |         | 127        | 394        | 50         |
| 1980 | 715.000   | 735.000   | 97,3     | 187       | 125             | 62              | 3.823                 |         | 130        | 377        | 54         |
| 1990 | 1.599.196 | 1.681.786 | 95,1     | 244       | 147             | 97              | 6.554                 | 1       | 274        | 590        | 76         |
| 1999 | 1.578.384 | 1.581.384 | 99,8     | 268       | 168             | 100             | 5.889                 |         | 239        | 1.480      | 86         |
| 2000 | 1.578.834 | 1.582.159 | 99,8     | 270       | 170             | 100             | 5.847                 |         | 223        | 1.480      | 88         |
| 2001 | 1.578.834 | 1.582.159 | 99,8     | 274       | 174             | 100             | 5.762                 |         | 223        | 1.480      | 88         |
| 2002 | 1.615.223 | 1.618.548 | 99,8     | 265       | 165             | 100             | 6.095                 |         | 212        | 1.480      | 91         |
| 2003 | 1.677.548 | 1.682.548 | 99,7     | 280       | 184             | 96              | 5.991                 |         | 151        | 1.050      | 92         |
| 2004 | 1.643.532 | 1.730.034 | 95,0     | 289       | 193             | 96              | 5.686                 |         | 136        | 1.110      | 94         |
| 2010 | 1.809.000 | 1.856.000 | 97,5     | 338       | 220             | 118             | 5.352                 |         | 189        | 882        | 109        |
| 2014 | 2.140.826 | 2.279.899 | 93,9     | 352       | 236             | 116             | 6.081                 |         | 168        | 938        | 113        |